# Vĩnh Phúc, Bắc Quang
Vĩnh Phúc là một xã thuộc huyện Bắc Quang, tỉnh Hà Giang, Việt Nam.

## Địa lý
Xã Vĩnh Phúc nằm ở phía tây nam huyện Bắc Quang, có vị trí địa lý:
- Phía đông giáp xã Vĩnh Hảo
- Phía tây giáp huyện Quang Bình
- Phía nam giáp xã Đồng Yên và xã Đông Thành
- Phía bắc giáp huyện Quang Bình và xã Tiên Kiều.

Xã Vĩnh Phúc có diện tích 38,88 km², dân số năm 2019 là 8.031 người, mật độ dân số đạt 207 người/km².

## Hành chính
Xã Vĩnh Phúc được chia thành 10 thôn: Vĩnh An, Vĩnh Ban, Vĩnh Chúa, Vĩnh Gia, Vĩnh Sơn, Vĩnh Tâm, Vĩnh Thành, Vĩnh Trà, Vĩnh Trùng, Vĩnh Xuân.